# Zentralamerikaspiele 1926/Tennis
Die Tenniswettbewerbe der I. Zentralamerikaspiele 1926 wurden in Mexiko-Stadt ausgetragen. Es wurden das Herreneinzel und das Herrendoppel ausgetragen. Beide Titel gingen an Mexikaner.

## Herreneinzel
| Platz | Land   | Spieler        |
| ----- | ------ | -------------- |
| 1     | Mexiko | Alfonso Unda   |
| 2     | Mexiko | Mariano Lozano |
| 3     | Kuba   | René Ruiz      |

## Herrendoppel
| Platz | Land   | Spieler                       |
| ----- | ------ | ----------------------------- |
| 1     | Mexiko | Francisco Gerdes Alfonso Unda |
| 2     | Mexiko | Manuel Llano Mariano Lozano   |
| 3     |        | [ 1 ]                         |

## Medaillenspiegel
| Platz | Land   | Gold | Silber | Bronze | Gesamt |
| ----- | ------ | ---- | ------ | ------ | ------ |
| 01    | Mexiko | 2    | 2      | —      | 4      |
| 02    | Kuba   | —    | —      | 1      | 1      |